# Johannes Sedlmayr
Johannes Sedlmayr, auch Hannes Sedlmayr, (* 12. September 1990 in Bad Tölz) ist ein deutscher Eishockeyspieler, der seit 2015 wieder für den EC Bad Tölz in der Oberliga Süd spielt.

## Karriere
Sedlmayr begann seine Karriere im Nachwuchs der Tölzer Löwen, wo er sämtliche Jugendabteilungen durchlief. Zur Saison 2005/06 spielte er mit der Juniorenmannschaft des EC Bad Tölz in der Deutschen Nachwuchsliga. Dort konnte sich der Center in den folgenden Jahren kontinuierlich steigern und gehörte bereits in seinem zweiten Jahr zu den punktbesten Angreifern im Team. In den drei Jahren, die Sedlmayr in der DNL aktiv war, erzielte er in 105 Partien 99 Scorerpunkte. Durch die guten Leistungen wurden einige Talent-Scouts aus den höheren deutschen Eishockeyligen auf den Linksschützen aufmerksam.
Im Sommer 2008 waren es schließlich die Verantwortlichen der Füchse Duisburg, die ihn verpflichten konnten. Johannes Sedlmayr erhielt einen Vertrag bis 2012 und wurde darüber hinaus mit einer Förderlizenz ausgestattet, durch die er auch für den Kooperationspartner Herner EV aus der Oberliga spielberechtigt ist. Nachdem die Duisburger nach der Saison 2008/09 Insolvenz anmelden mussten, wechselte Sedlmayer zum EC Bad Tölz in die Oberliga.
Aufgrund einer Corona-Erkrankung (Long-COVID) verpasste er zwischen 2020 und 2022 fast zwei komplette Spielzeiten und stieg erst zur Saison 2022/23 in den Spielbetrieb ein.

## Karrierestatistik
(Legende zur Spielerstatistik: Sp oder GP = absolvierte Spiele; T oder G = erzielte Tore; V oder A = erzielte Assists; Pkt oder Pts = erzielte Scorerpunkte; SM oder PIM = erhaltene Strafminuten; +/− = Plus/Minus-Bilanz; PP = erzielte Überzahltore; SH = erzielte Unterzahltore; GW = erzielte Siegtore; 1 Play-downs/Relegation; Kursiv: Statistik nicht vollständig)